# Scott Williams (patinage artistique)
Pour les articles homonymes, voir Williams et Scott Williams.
Scott Williams , né en 1966, est un patineur artistique et entraîneur américain. Il est champion du monde junior en 1982 et vice-champion des États-Unis en 1986.

## Biographie

### Carrière sportive
Originaire de Redondo Beach, en Californie, Scott Williams est entraîné par Louella Rehfield et Kathy Casey. Il monte trois fois sur le podium des championnats nationaux américains. D'abord en 1984 où il est médaillé de bronze derrière Brian Boitano et Mark Cockerell, puis en 1985 où il est médaillé d'argent derrière Brian Boitano, et enfin en 1987 où il est de nouveau médaillé de bronze derrière Brian Boitano et Christopher Bowman.
Il représente son pays à trois mondiaux juniors (1980 à Megève, 1981 à London où il conquiert la médaille de bronze derrière son compatriote Paul Wylie et le soviétique Yuri Bureiko, et 1982 à Oberstdorf où il devient champion du monde), et deux mondiaux seniors (1986 à Genève et 1987 à Cincinnati). Il ne participe jamais aux Jeux olympiques d'hiver.
Il arrête les compétitions sportives après les championnats américains de 1988.

### Reconversion
Scott Williams remporte le titre masculin aux Championnats du monde professionnels de 1990. Il travaille ensuite comme entraîneur de patinage artistique. Il est surtout connu pour avoir entraîné Michelle Kwan aux titres américains et aux mondiaux de 2003. 
Il possède et exploite actuellement Ice-America et Ice-Canada Rinks, Inc., assurant la vente, la location, la production et la gestion des opérations de patinoires à travers l'Amérique du Nord. 

## Palmarès
| Compétitions principales      | 1980    | 1981    | 1982    | 1983    | 1984    | 1985    | 1986    | 1987    | 1988    |  |  |  |  |  |
| Jeux olympiques d'hiver       |         |         |         |         |         |         |         |         |         |  |  |  |  |  |
| Championnats du monde         |         |         |         |         |         |         | 9e      | 10e     |         |  |  |  |  |  |
| Championnats des États-Unis   |         |         | 10e     | 6e      | 7e      | 3e      | 2e      | 3e      | 6e      |  |  |  |  |  |
| Championnats du monde juniors | 5e      | 3e      | 1er     |         |         |         |         |         |         |  |  |  |  |  |
|                               |         |         |         |         |         |         |         |         |         |  |  |  |  |  |
| Autres Compétitions           | 1979/80 | 1980/81 | 1981/82 | 1982/83 | 1983/84 | 1984/85 | 1985/86 | 1986/87 | 1987/88 |  |  |  |  |  |
| Skate America                 |         |         |         |         | 7e      |         |         |         |         |  |  |  |  |  |
| Skate Canada                  |         |         |         |         |         |         | 2e      |         |         |  |  |  |  |  |
| Trophée NHK                   |         |         |         |         |         |         | A       | 6e      |         |  |  |  |  |  |
| Légende : A = Abandon         |         |         |         |         |         |         |         |         |         |  |  |  |  |  |